# Ачьюта
Ачью́та (IAST: Acyuta) — одно из имён Вишну и Кришны в индуизме. Числится как 100-е и 318-е имя в «Вишну-сахасранаме». Согласно комментарию Шанкары к «Вишну-сахасранаме», Ачьюта означает «Тот, кто никогда не теряет свою природу и силу» (то есть, тот, кто никогда не падает со своей позиции, непогрешимый). Другое значение этого имени: «тот, кто не подвержен шести изменениям тела, включая рождение».
В «Бхагавад-гите»:
Арджуна сказал: О непогрешимый (ачьюта), прошу Тебя, выведи вперед мою колесницу и поставь её между двумя армиями, чтобы я мог увидеть тех, кто пришел сюда, желая сразиться с нами, и с кем мне предстоит сойтись в этой великой битве.
Считая Тебя своим другом, я небрежно обращался к Тебе: «О Кришна», «О Ядава», «Друг мой», не ведая о Твоем величии. Прости меня, пожалуйста, за все, что я делал в безумии своей любви. Я не раз принижал Тебя своими шутками, когда в час досуга мы делили с Тобою ложе или сидели за трапезой, иногда наедине, а иногда в кругу друзей. О непогрешимый (ачьюта), прошу Тебя, прости мне все эти вольности.